# Christ Apostolic Church (Aladura)
Die Christ Apostolic Church (abgekürzt CAC) ist eine christliche Kirche mit charismatisch-prophetischer Ausrichtung, die 1939 in Nigeria als Abspaltung aus einer Assoziation des Faith Tabernacle und der Apostolic Church of England hervorgegangen ist. Die CAC hat heute weltweit Denominationen, unterhält Schulen, eine eigene Universität in Ikeji Arakeji (JABU) und eine theologische Fakultät in Ile-Ife (Nigeria). Nach eigenen Angaben verfügt die CAC heute über 5 Millionen Mitglieder.

## Geschichte
Die Geschichte der CAC ist eng mit der Entstehung der Aladura-Bewegung verbunden. Nachdem sich während der großen Grippepandemie von 1918 verschiedene Gebetskreise innerhalb der Missionskirchen in Nigeria gebildet hatten, mit dem Ziel, durch Gebete Krankenheilungen zu bewirken, kam es zu Konflikten zwischen den Zirkeln und den Kirchenleitungen (vornehmlich der anglikanischen und der methodistischen Kirche, die solchen Aktivitäten skeptisch gegenüberstanden). Gleichzeitig nahmen einige dieser Zirkel, die Namen wie Praying Band und Diamond Society trugen, Kontakt zu dem pfingstkirchlich orientierten Faith Tabernacle aus den USA auf. Das Ergebnis war, dass sich die Gebetskreise aus ihren Kirchen verabschiedeten und eine Denomination des Faith Tabernacle in Nigeria gründeten. Ein sogenanntes Revival, das 1930 unter der Leitung des charismatischen Joseph Ayo Babalola in Oke Ooye, Ilesha stattfand, führte zu einem erheblichen Popularitäts- und Bekanntheitszuwachs der Kirche in Nigeria. Tausende sollen während dieses zweimonatigen Revivals, das als das größte in der Geschichte Nigerias gilt, von Krankheiten geheilt worden sein und sich zum Christentum bekehrt haben. Im Jahre 1931 assoziierte sich das nigerianische Faith Tabernacle mit der Apostolic Church of England. Es kam aber bald zu Konflikten, die sich erneut am Thema Geistheilungen entzündeten. Nach einer Spaltung in eine pro-europäische und eine rein nigerianische Gruppe nannte sich diese charismatische Fraktion, der auch Babalola angehörte, ab 1942 Christ Apostolic Church. In der Folgezeit hatte die Kirche unter verschiedenen personellen und finanziellen Engpässen zu leiden. Der Tod der Gründungsväter Babalola und Pastor Odubanjo im Jahr 1959 bezeichnete dagegen keinen Einschnitt. Mit dem in den 1960er Jahren einsetzenden Ölboom in Nigeria kam auch mehr Geld in die Kirche und sie konnte ihre Aktivitäten erheblich ausweiten. Ihre Mitgliederzahlen stiegen von 100.000 um 1960 auf Millionenhöhe in den 1980ern. Außerhalb Nigerias konnte sich die CAC zuerst in Ghana etablieren, heute ist sie auch in Europa und den USA verbreitet, dort hauptsächlich in Immigrantengemeinden.

## Lehre und Glaubenspraxis
Wie bei allen Aladura-Kirchen liegt der Schwerpunkt der Praxis auf dem Gebet. Von diesem erhoffen sich die Anhänger sowohl eine Verbesserung ihrer materiellen Lebensumstände als auch die Lösung persönlicher Konflikte, Heilung von Krankheiten und spirituelles Wachstum. Dementsprechend nimmt das Gemeindegebet auch einen großen Teil der Gottesdienste in Anspruch. Der Glaube an Geistheilung, Prophetie und Wachträume spielen verbunden mit Praktiken wie Fasten ebenfalls eine große Rolle.   
Als einzige unter den Aladura-Kirchen treten bei der CAC die Anhänger nicht mit einer weißen Soutane bei den Gottesdiensten auf. Diese sind auch nicht so stark liturgisch orientiert, wie bei den meisten Aladura-Kirchen, sondern haben sich der Praxis der Pfingstkirchen angepasst. Obwohl die CAC historisch andere Wurzeln hat, sieht sie sich heute als die erste Pfingstkirche in Nigeria. Die starke Betonung der Charismen bietet ja auch in der Tat einen Anknüpfungspunkt zwischen der Aladura- und der Pfingstbewegung. Organisatorisch wird die Kirche durch sogenannte „Apostel“, „Propheten“ und „Evangelisten“ geleitet, auf der niederen Ebene durch Pastoren, Diakone und Diakonissen.